# Window in the Skies
Window in the Skies – jedna z dwóch nowych piosenek rockowej grupy U2, pochodząca z wydanego w 2006 roku kompilacyjnego albumu zespołu, U218 Singles. 1 stycznia 2007 roku utwór został wydany jako drugi singel promujący tę płytę. Piosenka została nagrana we wrześniu 2006 roku, w londyńskich Abbey Road Studios, a jej producentem był Rick Rubin.
7 listopada 2006 roku piosenka zadebiutowała w rozgłośniach radiowych, mając swoją premierę w amerykańskim radiu KROQ.

## Lista utworów

### CD
1. „Window in the Skies” (wersja singlowa) – 4:00
2. „Tower of Song” (pochodzi z filmu Leonard Cohen: I’m Your Man) – 5:43

### Maxi-CD
1. „Window in the Skies” (wersja singlowa) – 4:00
2. „Zoo Station” (na żywo z Estadio Monumental w Buenos Aires) – 4:33
3. „Kite” (na żywo z Telstra Stadium w Sydney) – 8:05

### DVD
1. „Window in the Skies” (wersja singlowa) – 4:00
2. „The Saints Are Coming” (wideo w reżyserii Chrisa Milka) – 3:21
3. „Tower of Song” (wideo pochodzące z filmu Leonard Cohen: I’m Your Man) – 6:01

## Wideoklip
Do utworu zostały nakręcone dwa teledyski. Za reżyserię pierwszego odpowiedzialny był Gary Koepke. Miał on swoją premierę 20 listopada 2006 roku, po zakończeniu australijskiego etapu trasy Vertigo Tour. Wideo zostało zmontowane z niemal 100 klipów z poprzednich pięćdziesięciu lat, będących zapisami koncertów różnych sławnych artystów.
Muzycy, którzy znaleźli się w teledysku, to m.in.:
W nawiasie czas pojawienia się w klipie.

- Louis Armstrong (0:33)
- Beck (1:46)
- Mary J. Blige (1:36)
- John Bonham (Led Zeppelin) (3:01)
- David Bowie (0:39)
- Johnny Cash (1:26)
- Ray Charles (2:34)
- Chuck D (Public Enemy) (3:13)
- The Clash
Mick Jones (0:51)
Joe Strummer (1:25)
- Kurt Cobain (2:00)
- Nat King Cole (0:52)
- Elvis Costello (1:08)
- Marvin Gaye (1:02)
- George Harrison (2:22, 2:37, 2:43)
- Jimi Hendrix (2:24)
- Billie Holiday (0:18)
- Vladimir Horowitz (2:53)
- Jane’s Addiction (1:37)
- Jay-Z (3:32)
- Elton John (1:49)
- Janis Joplin (1:03)
- John Lennon (2:47)
- Jerry Lee Lewis (3:24)
- Bob Marley (0:24)
- Paul McCartney (2:37, 2:44)
- Keith Moon (The Who) (2:41)
- Steven Morrissey (The Smiths) (1:45)
- Nirvana (1:15)
- Roy Orbison (0:20)
- PJ Harvey (0:22)
- Robert Plant (Led Zeppelin) (2:52)
- The Police (1:50)
- Iggy Pop (1:28)
- Elvis Presley (1:39, 2:49)
- Queen (L–P J. Deacon, F. Mercury, B. May) (3:04)
- Ramones (1:10)
- Lou Reed (0:45)
- Little Richard (2:36)
- The Rolling Stones (0:59)
- Nina Simone (1:00)
- Simon & Garfunkel (0:19)
- Frank Sinatra (0:46, 4:07)
- Sly Stone (Sly and the Family Stone) (1:59)
- Ronnie Spector (The Ronettes) (2:56)
- Ringo Starr (2:38)
- The Temptations (1:01)
- Pete Townshend (0:58)
- Kanye West (0:49)
- The White Stripes (1:56)
- Frank Zappa (0:13)

Reżyserem drugiego wideoklipu był Jonas Odell. Teledysk ten, podobnie jak wersja pierwsza, również był montażem.

## Wykonania na żywo
Zespół wykonał utwór na żywo zaledwie kilka razy, głównie w ramach trasy Vertigo Tour. The Edge podczas występów odgrywał piosenkę na swoim Rickenbackerze 330-12.

## Pozycje
Piosenka stała się kolejnym hitem zespołu, osiągając duży sukces w Kanadzie, gdzie znalazła się w czołówce zestawień, spychając z niej tym samym inny utwór grupy (nagrany wraz z punkowym zespołem Green Day), „The Saints Are Coming”. Utwór zajął także miejsce #4 w Wielkiej Brytanii na liście UK Singles Chart oraz czołowe pozycje m.in. we Włoszech i Holandii.